# گوروئی
گوروئی طایفه‌ای از بختیاری است، که بر پایه طبقه‌بندی اجتماعی ایل بختیاری، از شاخه هفت‌لنگ و از باب دینارانی محسوب می‌شود.
محل سکونت طایفه گوروئی، گرمسیرات در استان خوزستان، شهرستان ایذه، پرچستان، شبکوری، بردمیل، حاجیان، پا ره سوسن، گلال، شیمن فالح، تخت کبود آسماری، تلخاب، پنتی، نان انگان، دیمه، کفت گله، روستای گوروئی در سردشت دزفول، اولاد بزرگ خلیل، سی سنبل دان و سردسیرات این طایفه در دیناران و لردگان و گهرو در استان چهارمحال و بختیاری می‌باشد. 
طایفه گوروئی از تیره‌های زیر تشکیل شده است: عیسی‌وند، الماسی، پینه، سیری بیری و محمدشاه حسینی (مَمشوسنی).

## طایفه گوروئی
1. گورویی عیسوند چهارلنگ [نیازمند منبع]
2. گورویی ممصالح چهارلنگ [نیازمند منبع]
3. گورویی دینارونی هفت لنگ[نیازمند منبع]

## جغرافیای طایفه گوروئی
شهرهای ایذه و دزفول در استان خوزستان 
الیگودرز، ازنا و دورود در استان لرستان  
اردل و کوهرنگ و گهرو در استان چهارمحال و بختیاری